# José Cândido da Silva Murici
José Cândido da Silva Murici (Salvador, 31 de dezembro de 1827 - Curitiba, 20 de março de 1879) foi um médico, político e militar brasileiro.
Um dos pioneiros da medicina do Paraná e o principal incentivador da criação da Santa Casa de Misericórdia de Curitiba, foi também capitão do Exército Brasileiro e co-fundador do Museu Paranaense.

## Biografia
José Cândido da Silva Murici nasceu em 31 de dezembro de 1827, filho de Joaquim Inácio da Silva Pereira com Joana Francisca Pereira, na cidade de Salvador, Bahia. Casou-se com Iria Narcisa Ferreira, e foi pai dos militares paranaenses José Cândido da Silva Muricy e João Cândido da Silva Muricy.
Em 1852, formou-se em medicina pela Faculdade de Medicina da Bahia. Em 9 de junho de 1853, ingressou como capitão no Corpo de Saúde do Exército Imperial, antiga denominação do Exército Brasileiro.
Em 1853, mudou-se para o Paraná por solicitação de Zacarias de Góis e Vasconcelos, primeiro Presidente da Província do Paraná. Chegou em Curitiba em 8 de novembro de 1853 e foi logo nomeado Vacinador Provincial, cargo que hoje corresponde ao de Secretário Estadual de Saúde.
Foi Deputado Provincial por três mandatos e co-fundador, com Agostinho Ermelino de Leão, do Museu Paranaense. Faleceu prematuramente aos cinquenta e um anos de idade, em 20 de março de 1879.

## Alameda Dr. Muricy
A Alameda Dr. Muricy, antiga Rua da Assembleia, no centro de Curitiba, foi rebatizada em sua homenagem. Na segunda metade do século XIX, era a principal ligação entre o centro histórico da cidade com o então distante Largo da Misericórdia, atual Praça Rui Barbosa, onde foi edificada a Santa Casa de Misericórdia de Curitiba, em 1868.

## Santa Casa de Misericórdia de Curitiba
Em março de 1868, o Dr. José Cândido da Silva Murici endereçou às Secretarias do Governo Provincial, e outros cidadãos ilustres da cidade, a seguinte correspondência:
| “ | Tenho a honra de convidar Vossa Senhoria e aos seus empregados para assistirem ao lançamento da primeira pedra do nosso Hospital de Misericórdia, no dia 8 do corrente, às 4 horas e meia da tarde. | ” |

A inauguração ocorreu no dia 22 de maio de 1880, com a presença do Imperador Dom Pedro II, quando foi denominado Hospital de Caridade da Irmandade da Santa Casa de Misericórdia de Curitiba. Tinha cento e sessenta leitos e era considerado um grande hospital. Foi por um longo período o único de Curitiba..